# Gulnackad grönspett
Gulnackad grönspett (Chrysophlegma flavinucha) är en asiatisk fågel i familjen hackspettar inom ordningen hackspettartade fåglar med vid utbredning från Indien till Sumatra.

## Utseende och läte
Gulnackad grönspett är en rätt stor, tofsförsedd hackspett med en kroppslängd på 33 cm. Den är i stort grönaktig ovan, ostreckat grå under och med gul nacke och strupe. Armpennorna är rostbandade. Lätet består av olika "keep"-ljud, bland annat tvåstaviga "chup-chup" eller "ke-eep".

## Utbredning och systematik
Gulnackad grönspett delas in i åtta underarter med följande utbredning:
- Chrysophlegma flavinucha kumaonense – Himalayas förberg i norra Indien (Uttarakhand) och möjligen till västra Nepal
- Chrysophlegma flavinucha flavinucha – förberg från centrala Nepal till nordöstra och östra Indien (söderut till Odisha och nprra Andhra Pradesh) samt österut till Burma, södra Kina (södra Sichuan, Yunnan) och norra Vietnam
- Chrysophlegma flavinucha styani – Hainan och närliggande områden i Kina
- Chrysophlegma flavinucha ricketti – Tonkin i norra Vietnam till Fujian i sydöstra Kina
- Chrysophlegma flavinucha pierrei – sydöstra Thailand till södra Vietnam
- Chrysophlegma flavinucha mystacale – norra Sumatra
- Chrysophlegma flavinucha korinchi – sydvästra Sumatra
- Chrysophlegma flavinucha wrayi – höglandet på Malackahalvön

### Släktestillhörighet
Tidigare placerades den bland gröngölingarna i släktet Picus, men DNA-studier har visat att arterna i släktet inte är varandras närmaste släktingar. Gulnackad, bandad och orangehalsad grönspett lyfts därför numera ut till det egna släktet grönspettar (Chrysophlegma).

## Levnadssätt
Gulnackad grönspett förekommer i olika sorters öppna skogar med höga träd på upp till 2750 meters höjd. Den lever huvudsakligen av myror, termiter och stora insektslarver, framför allt från familjen Cerambycidae. Fågeln häckar mellan mars och juni på Indiska subkontinenten, från februari i Sydostasien och i april-maj på Sumatra.

## Status och hot
Arten har ett stort utbredningsområde och en stor population med stabil utveckling och tros inte vara utsatt för något substantiellt hot. Utifrån dessa kriterier kategoriserar internationella naturvårdsunionen IUCN arten som livskraftig (LC). Världspopulationen har inte uppskattats men den beskrivs som ganska vanlig till vanlig i stora delar av utbredningsområdet.